# Cratere Hevesy
Hevesy è un cratere lunare di 49,99 km situato nella parte nord-occidentale della faccia nascosta della Luna.